# Reacción pagana en Polonia

Polonia hacia 1030: El área punteada marca la extensión probable de la reacción pagana.

La reacción pagana en Polonia fue una serie de eventos en el Reino de Polonia en la década de 1030 que culminaron en una reacción popular o serie de rebeliones que por un tiempo desestabilizaron el reino.

## Contexto

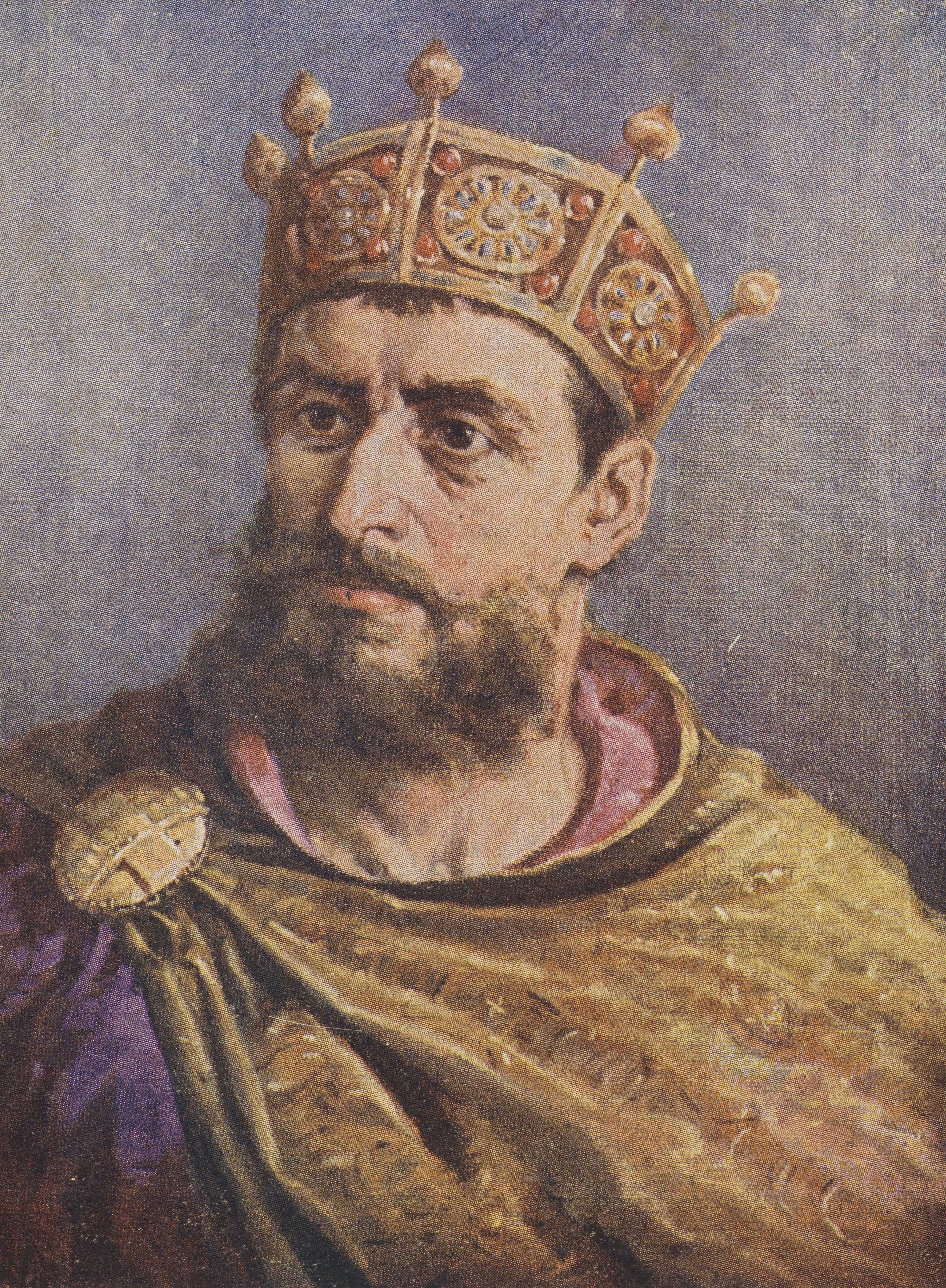
Miecislao II Lampert de Polonia.

La insatisfacción con el proceso de cristianización, que había comenzado en el año 966, fue uno de los factores que llevaron a este levantamiento. La iglesia católica en Polonia tuvo gran cantidad de pérdidas, con iglesias y monasterios destruidos y religiosos asesinados.
La propagación de la nueva religión cristiana se unió al crecimiento de los territorios y al poder central del rey. Además de los sentimientos anticristianos, la rebelión mostró elementos de un levantamiento campesino contra los terratenientes y el feudalismo. También presente fue una lucha por el poder entre el rey y algunos de la nobleza. Anita Prazmowska señala: "Los historiadores han concluido que, en efecto, se habían producido simultáneamente dos revoluciones superpuestas: una revolución política y una revolución pagana".